# Adam Ballenstedt
Adam Ballenstedt (* 1. Oktober 1880 in Posen, Provinz Posen; † 9. Juni 1942 in Krakau) war ein polnischer Architekt.

## Leben
Ballenstedts Vater war Baumeister. Nach dem Abitur am Gymnasium in Posen studierte er 1901–1903 Architektur an der Technischen Hochschule (Berlin-)Charlottenburg, anschließend an der Technischen Hochschule Karlsruhe, wo er 1905 die Diplom-Hauptprüfung bestand. Bis 1908 war er Mitarbeiter im Büro des Architekten und Hochschullehrers Hermann Billing in Karlsruhe. Dann zog er nach Mannheim, wo er selbständig in Zusammenarbeit mit dem Architekten Hugo Detert tätig war (Büro Detert und Ballenstedt). Am 7. Juni 1910 heiratete er Maria geb. Wiewiórkowska. 1918 kehrte er nach Posen zurück.
Er engagierte sich in der nationalen Arbeiterbewegung, war ab 1921 Mitglied der Narodowa Partia Robotnicza (NPR; deutsch Nationale Arbeiterpartei) und in den Jahren 1923–1925 Vorsitzender des Woiwodschaftsvorstands der NPR für Großpolen. 1923 wurde er Mitglied des Obersten Rates. Während des Maiputschs 1926 unterstützte er Józef Piłsudski und fand sich in der Gruppe wieder, die die regierungsnahe Fraktion der NPR-Linken bildete. Im Auftrag der NPR war er 1921–1928 und 1932–1936 Mitglied des Stadtrats von Posen. 1940 wurde er verhaftet. Er wurde nach Krakau umgesiedelt, wo er am 9. Juni 1942 starb. Er wurde auf dem Rakowicki-Friedhof beigesetzt.

## Auszeichnungen
- Verdienstkreuz der Republik Polen

## Bauten und Entwürfe

### Vor 1918 (in BüroDetert und Ballenstedt)
- 1913–1914: Verwaltungsgebäude für die Nahrungsmittelindustrie-Berufsgenossenschaft (Vorgängerin der Berufsgenossenschaft Nahrungsmittel und Gastgewerbe) in Mannheim, Augustaanlage 24 (nach gewonnenem Architektenwettbewerb)[2]

### Nach 1918
- 1923–1935: Hauptgebäude der Bergbau- und Hüttenakademie in Kraków (Krakau)[3]
- 1924–1938: katholische Basilika St. Vinzenz in Bydgoszcz (Bromberg)
- 1929–1932: Wirtschaftsuniversität in Poznań (Posen)
- 1930–1934: katholische Pfarrkirche St. Antonius in Chorzów (Königshütte)

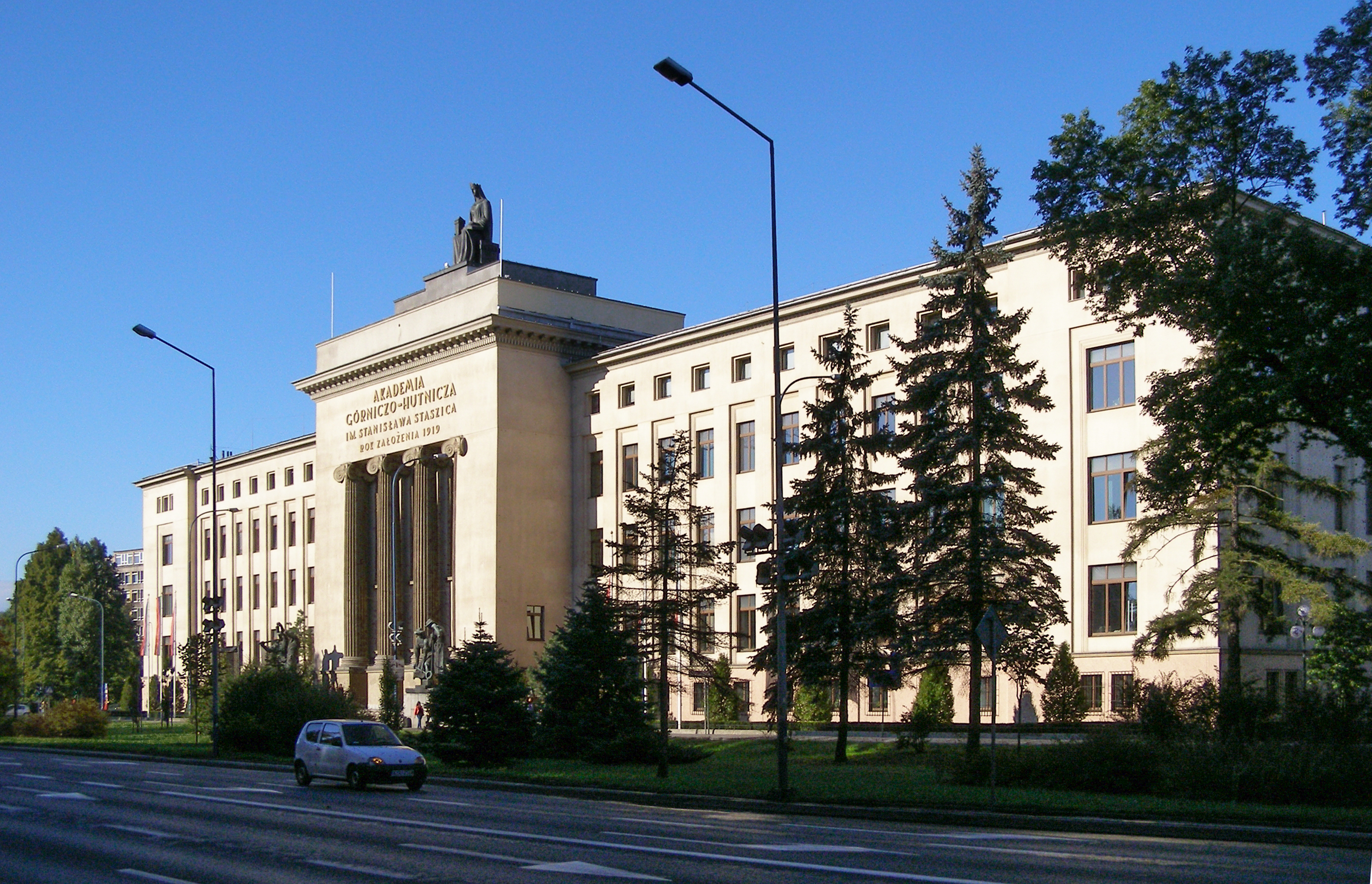
Bergbau- und Hüttenakademie in Kraków
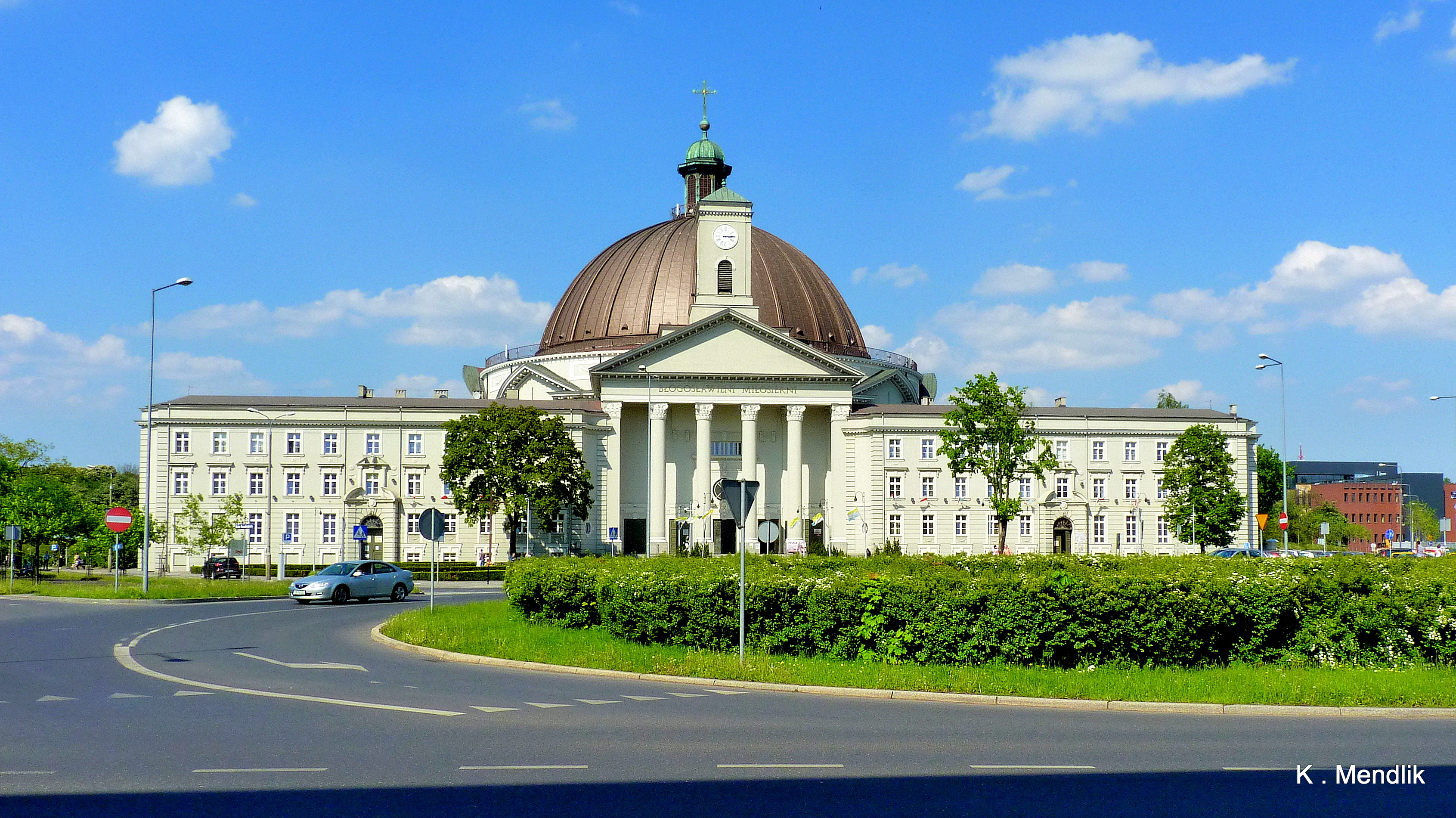
Basilika St. Vinzenz in Bydgoszcz
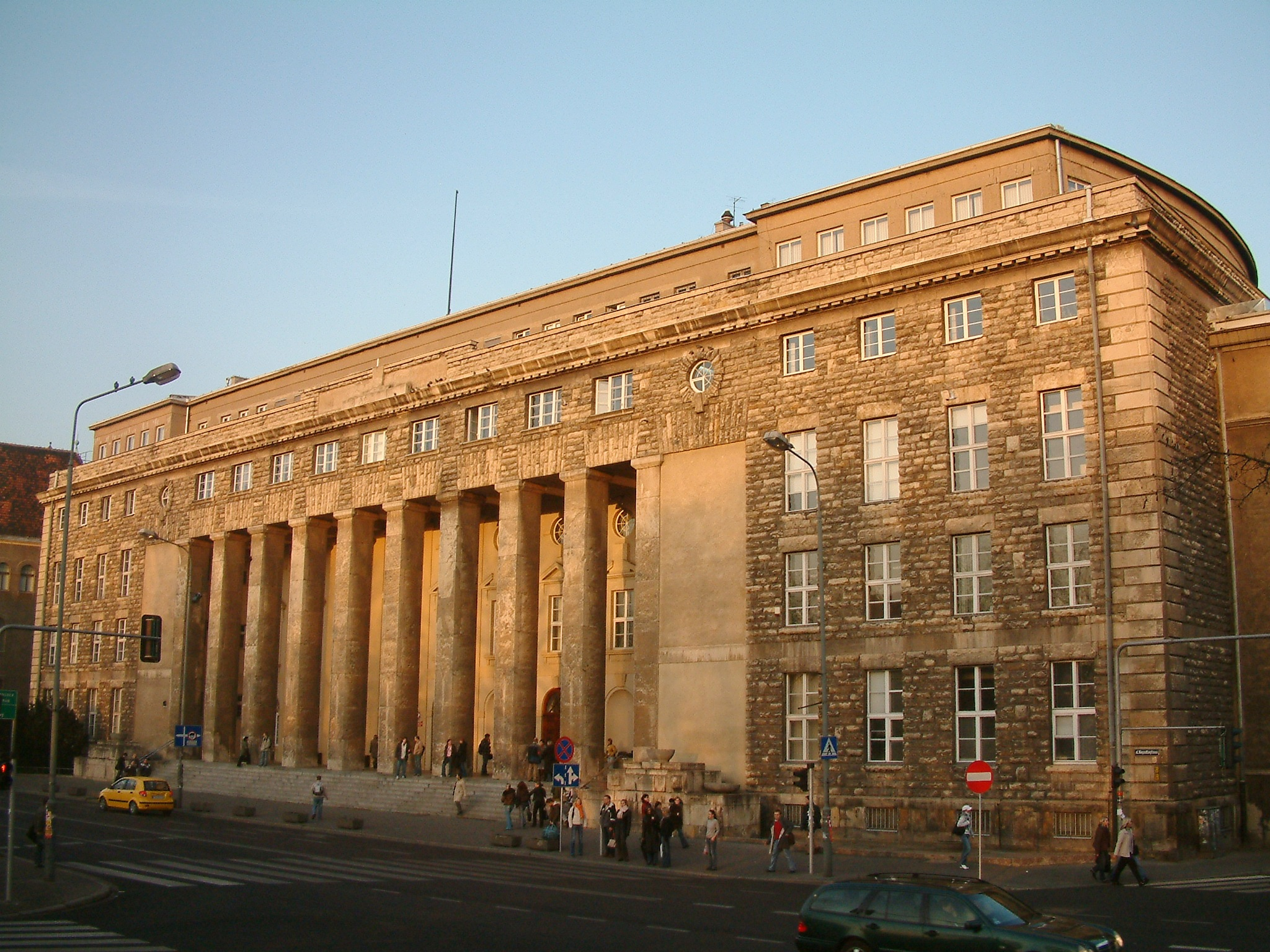
Wirtschaftsuniversität in Poznań
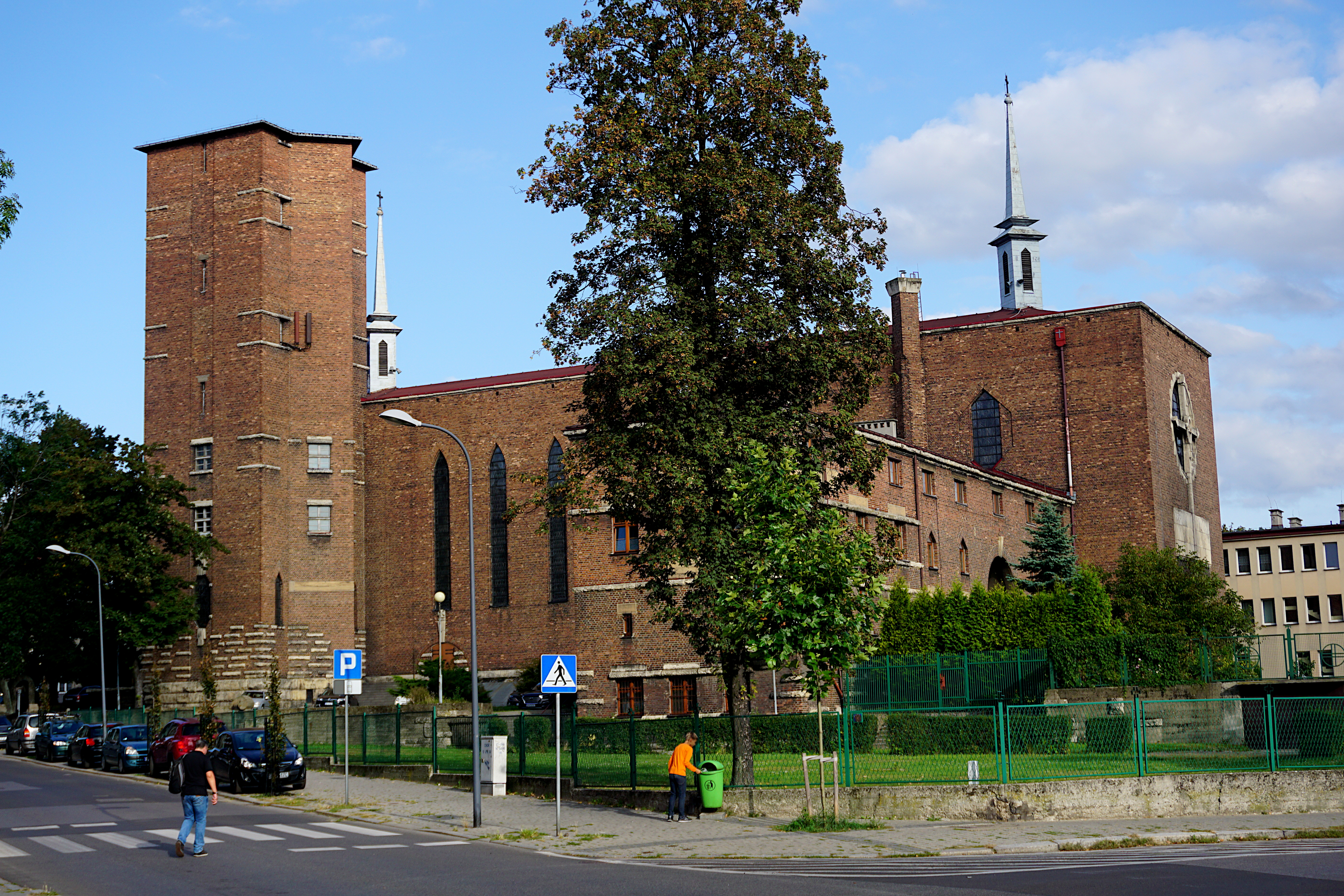
St. Antonius in Chorzów
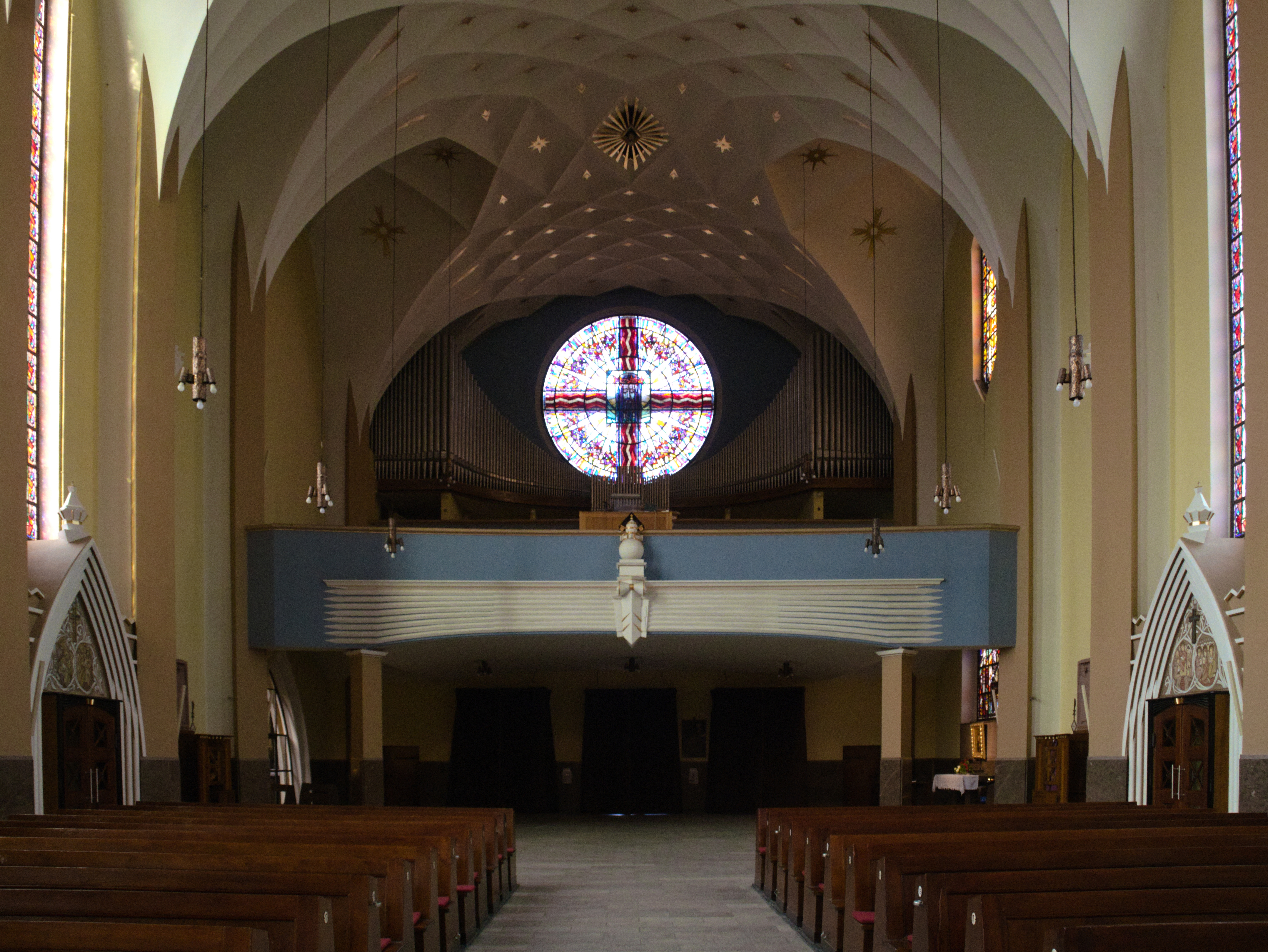
St. Antonius, Orgelempore